# Spengler Cup 1986
Der Spengler Cup 1986 (französisch Coupe Spengler 1986) war die 60. Auflage des gleichnamigen Wettbewerbs und fand vom 26. bis 31. Dezember 1986 im Schweizer Luftkurort Davos statt. Als Spielstätte fungierte das dortige Eisstadion. Erstmals wurde am 31. Dezember ein zusätzliches Finalspiel zwischen dem Erst- und Zweitplatzierten der Qualifikation ausgetragen, um den Turniersieger zu ermitteln.
Es siegte das Team Canada, das im erstmals ausgetragenen Finalspiel den Qualifikationssieger Sokol Kiew mit 9:6 bezwang. Die Vorrundenpartie hatte die Mannschaft aus der Ukrainischen SSR noch deutlich mit 7:3 gewonnen. Es war der insgesamt zweite Turniererfolg für die kanadische Verbandsauswahl nach dem Premierensieg im Jahr 1984. Der Ukrainer Anatolij Stepanyschtschew war mit zehn Scorerpunkten, darunter sechs Tore, erfolgreichster Akteur des Turniers.

## Modus
Die fünf teilnehmenden Teams spielten zunächst in einer Einfachrunde im Modus «jeder gegen jeden», so dass jede Mannschaft vier Spiele bestritt. Die beiden punktbesten Mannschaften nach Abschluss der zehn Qualifikationsspiele ermittelten schliesslich in einer zusätzlichen Partie den Turniersieger.

## Turnierverlauf

### Qualifikation
| Dezember 1986 | Sokol Kiew | 12:2 (3:0, 5:1, 4:1) | Düsseldorfer EG | Eisstadion, Davos |

| Dezember 1986 | HC Davos | 3:6 (2:3, 1:1, 0:2) | Team Canada | Eisstadion, Davos |

| Dezember 1986 | VSŽ Košice | 10:4 (3:2, 3:1, 4:1) | Düsseldorfer EG | Eisstadion, Davos |

| Dezember 1986 | HC Davos | 7:9 (1:6, 5:2, 1:1) | Sokol Kiew | Eisstadion, Davos |

| Dezember 1986 | Düsseldorfer EG | 4:13 (1:4, 1:4, 2:5) | Team Canada | Eisstadion, Davos |

| Dezember 1986 | Sokol Kiew | 4:3 (0:3, 1:0, 3:0) | VSŽ Košice | Eisstadion, Davos |

| Dezember 1986 | HC Davos | 2:1 (2:0, 0:0, 0:1) | VSŽ Košice | Eisstadion, Davos |

| Dezember 1986 | Team Canada | 3:7 (1:3, 2:2, 0:2) | Sokol Kiew | Eisstadion, Davos |

| Dezember 1986 | Team Canada | 6:2 (2:0, 2:1, 2:1) | VSŽ Košice | Eisstadion, Davos |

| Dezember 1986 | HC Davos | 9:5 (1:3, 4:1, 4:1) | Düsseldorfer EG | Eisstadion, Davos |

| Pl. |                 | Sp | S | U | N | Tore  | Punkte |
| --- | --------------- | -- | - | - | - | ----- | ------ |
| 1.  | Sokol Kiew      | 4  | 4 | 0 | 0 | 32:15 | 8:0    |
| 2.  | Team Canada     | 4  | 3 | 0 | 1 | 28:16 | 6:2    |
| 3.  | HC Davos        | 4  | 2 | 0 | 2 | 21:21 | 4:4    |
| 4.  | VSŽ Košice      | 4  | 1 | 0 | 3 | 16:16 | 2:6    |
| 5.  | Düsseldorfer EG | 4  | 0 | 0 | 4 | 15:44 | 0:8    |

### Final
| 31. Dezember 1986 12:00 Uhr | Sokol Kiew | 6:9 (0:3, 3:3, 3:3) | Team Canada | Eisstadion, Davos |

## Siegermannschaft
| Spengler-Cup-Sieger Team Canada | Torhüter: Marc D’Amour, Claude Guérard Verteidiger: Jean Gagnon, Lou Kiriakou, Pierre Lacroix, Daniel Poulin, Parie Proft, Rick Strachan Stürmer: Guy Benoît, Martin Boulianne, Normand Dupont, Paul Geddes, Brian Hills, Bernie Johnston, Terry Jones, Donald Laurence, Fernand Leblanc, Merlin Malinowski, Dave Morrison, Mark Morrison, Pierre Rioux Cheftrainer: Dave Chambers |

## All-Star-Team
| Angriff:      | Jean-François Sauvé – Guy Benoît – Anatolij Stepanyschtschew |
| Verteidigung: | Serhij Horbuschyn – Peter Slanina                            |
| Tor:          | Juri Schundrow                                               |